# 1881 في الولايات المتحدة
فيما يلي قوائم الأحداث التي وقعت خلال عام 1881 في الولايات المتحدة.

## سياسة

### تعيين في المنصب
- 1 يناير – فريدريك دوغلاس Washington, D.C. Recorder of Deeds ‏.
- 4 مارس – أندرو جريج كورتين عضو مجلس النواب الأمريكي.
- 4 مارس – بنجامين هاريسون عضو مجلس الشيوخ الأمريكي.
- 4 مارس – جيمس جارفيلد رئيس الولايات المتحدة.
- 4 مارس – لوكريشيا غارفيلد السيدة الأولى للولايات المتحدة.
- 4 مارس – هويل ادموندز جاكسون عضو مجلس الشيوخ الأمريكي.
- 4 مارس – وليام روسكرانس عضو مجلس النواب الأمريكي.
- 5 مارس – روبرت تود لينكولن وزير حرب الولايات المتحدة.
- 8 مارس – صموئيل جوردن كيركوود وزير داخلية الولايات المتحدة.
- 19 سبتمبر – تشستر آرثر رئيس الولايات المتحدة.
- 19 سبتمبر – ماري مسيلروي السيدة الأولى للولايات المتحدة.
- 19 ديسمبر – فردريك تيودور فريلينغهسين وزير الخارجية الأمريكي.

### انتهاء فترة المنصب
- 10 يناير – إسحاق غراي حاكم إنديانا [الإنجليزية]‏.
- 18 يناير – جورج برينتون ماكليلان حاكم نيو جيرسي [الإنجليزية]‏.
- 3 مارس – جون شيرمان وزير الخزانة الأمريكي.
- 4 مارس – رذرفورد هايز رئيس الولايات المتحدة.
- 4 مارس – لوسي هايس السيدة الأولى للولايات المتحدة.
- 4 مارس – نيوتن بوث عضو مجلس الشيوخ الأمريكي.
- 4 مارس – هنري أم. ماثيوز حاكم فرجينيا الغربية  [لغات أخرى]‏.
- 5 مارس – الكسندر رمزي وزير حرب الولايات المتحدة.
- 5 مارس – جيمس جي بلين عضو مجلس الشيوخ الأمريكي.
- 7 مارس – صموئيل جوردن كيركوود عضو مجلس الشيوخ الأمريكي.
- 7 مارس – كارل شورتز وزير داخلية الولايات المتحدة.
- 7 مارس – وليام ماكسويل إيفرتس وزير الخارجية الأمريكي.
- 21 مارس – ليفي بي مورتون عضو مجلس النواب الأمريكي.
- 13 سبتمبر – أمبروز برنسايد عضو مجلس الشيوخ الأمريكي.
- 19 سبتمبر – جيمس جارفيلد رئيس الولايات المتحدة.
- 19 سبتمبر – لوكريشيا غارفيلد السيدة الأولى للولايات المتحدة.

## كتب
من الكتب التي صدرت هذه السنة في الولايات المتحدة:
- 1 يناير – صورة سيدة من تأليف هنري جيمس.

## مواليد

### يناير
- 1 يناير – آرثر جونسون إيمز عالم نبات من الولايات المتحدة الأمريكية.
- 31 يناير – إرفينغ لانغموير

### فبراير
- 2 فبراير – كارل فريدريك
- 8 فبراير – آرثر إف أندروز درّاج طريق كندي.
- 11 فبراير – آرثر ديفيدسون

### مارس
- 4 مارس – ريتشارد تولمان فيزيائي أمريكي.
- 11 مارس – روبرت إو كروكيت سياسي من الولايات المتحدة الأمريكية.
- 27 مارس – إليزابيث أمسدن
- 29 مارس – ريمون هود مهندس معماري أمريكي.

### أبريل
- 2 أبريل – هيلين بارتن بروستر
- 8 أبريل – تشارلز هنت
- 15 أبريل – صموئيل روي ماكاليف سياسي أمريكي.

### مايو
- 2 مايو – جورج وينت هينسلي كاهن من الولايات المتحدة الأمريكية.
- 7 مايو – جورج وايلي درّاج طريق من الولايات المتحدة الأمريكية.
- 14 مايو – جورج موراي هولبرت سياسي أمريكي.

### يونيو
- 19 يونيو – إدغار ليونارد لاعب كرة مضرب من الولايات المتحدة.
- 19 يونيو – جيمي ووكر سياسي أمريكي.

### يوليو
- 11 يوليو – إيزابيل مارتن لويس عالمة فلكة من الولايات المتحدة الأمريكية.

### أغسطس
- 5 أغسطس – هيو صموئيل جونسون ضابط من الولايات المتحدة الأمريكية.
- 6 أغسطس – لويلا بارسونز
- 6 أغسطس – ليليان البرتسون
- 12 أغسطس – سيسيل ديميل
- 14 أغسطس – فرنسيس فورد

### سبتمبر
- 6 سبتمبر – بول باول
- 8 سبتمبر – هاري هيلمان رياضي أمريكي.
- 10 سبتمبر – إد مارتن ملاكم من الولايات المتحدة الأمريكية.
- 13 سبتمبر – ماثيو بتز
- 16 سبتمبر – جاك هارفي
- 21 سبتمبر – جورج ستاديل لاعب كرة مضرب من الولايات المتحدة الأمريكية.
- 27 سبتمبر – وليام كلوثيير لاعب كرة مضرب من الولايات المتحدة.
- 28 سبتمبر – إليونورا سيرز لاعبة كرة مضرب من الولايات المتحدة.
- 28 سبتمبر – بيدرو دي كوردوبا

### أكتوبر
- 1 أكتوبر – ويليام بوينغ
- 8 أكتوبر – توم بندي لاعب كرة مضرب من الولايات المتحدة.
- 22 أكتوبر – إدي ستورجيس
- 22 أكتوبر – كلنتون دافيسون
- 31 أكتوبر – جيمس دبليو باجلي مصور أمريكي.

### نوفمبر
- 16 نوفمبر – جويل هنري هيلدبراند كيميائي أمريكي.
- 30 نوفمبر – توم روني

### ديسمبر
- 20 ديسمبر – برانش ريكي لاعب كرة قاعدة من الولايات المتحدة الأمريكية.
- 29 ديسمبر – جيس ويلارد ملاكم من الولايات المتحدة الأمريكية.

## وفيات

### يناير
- 12 يناير – توماس واكتينز ليجون (مواليد 1810) سياسي أمريكي.

### أبريل
- 2 أبريل – ألفين برونسون (مواليد 1783) سياسي من الولايات المتحدة الأمريكية.
- 19 أبريل – جوزيف لين (مواليد 1801) سياسي من الولايات المتحدة الأمريكية.

### يونيو
- 18 يونيو – هنري سميث لين (مواليد 1811) سياسي أمريكي.

### يوليو
- 12 يوليو – أوفيد بتلر (مواليد 1801) سياسي أمريكي.
- 14 يوليو – الولد بيلي (مواليد 1859)
- 25 يوليو – ناثان كليفورد (مواليد 1803) سياسي أمريكي.

### أغسطس
- 10 أغسطس – أورفيل هيكمان براوننج (مواليد 1806) سياسي أمريكي.

### سبتمبر
- 13 سبتمبر – أمبروز برنسايد (مواليد 1824) سياسي أمريكي.
- 19 سبتمبر – جيمس جارفيلد (مواليد 1831) سياسي أمريكي.